# Eridolius schiödtei
Eridolius schiödtei är en stekelart som först beskrevs av Holmgren 1857.  I den svenska databasen Dyntaxa används istället namnet Eridolius schiodtei. Eridolius schiödtei ingår i släktet Eridolius och familjen brokparasitsteklar. Arten är reproducerande i Sverige. Inga underarter finns listade i Catalogue of Life.